# クァディ族

ハドリアヌス治世下（117年 - 138年）ごろのローマ帝国。カルパティア山脈の北（現在のスロバキアあたり）にクァディの名がある。

クァディ族（クァディぞく、Quadi）はゲルマン系の少数民族の1つだったとされているが、決定的な情報はほとんど残っていない。自ら文献を残さなかった民族であるため、彼らと敵対した古代ローマ人の目を通して、ローマ人が「クァディ」と呼んだ民族を知ることしかできない。陶磁器の様式や他の出土品を見ても、周辺の相互に関連した民族と区別がつかないため、どれがクァディ族のものか定かではない。

## 紀元前1世紀から紀元1世紀
紀元前1世紀、古代ローマの文献によると、クァディ族はもっと人数の多いマルコマンニ族のそばに移住してきた。マルコマンニ族はドナウ川沿いのローマとの国境付近に住んでいた。
クァディとマルコマンニはおそらくマイン川の北側から、現在のモラヴィア、スロバキア西部、オーストリア北西部あたりに移住してきた。このあたりはそれ以前、ケルト人のラ・テーヌ文化などが栄えていた。ローマ人が彼らの存在に気づいたのは紀元前8年から紀元前6年で、タキトゥスの『ゲルマニア』に概略が記されている。紀元6年、クァディ族を含むマルコマンニ連合が後に皇帝となったティベリウスと戦っている。
もっと古い文献としては、ストラボンの『地理誌』(7.1.3) にもクァディ族と見られる記述がある。本文ではなく挿入句的扱いで、スエビ族の支族として Koldouoi という民族（ラテン語では Coldui。ストラボンは古代ギリシア語で書いていた）に言及している。その居住地域の一部がボヘミアで、そこはマルボドゥウスの支配地域だった。Coldui は一般に Coadui (Quadi) の間違いだとされている。
タキトゥスの『ゲルマニア』では、マルコマンニについての記述の中でクァディに触れているだけである。両者は好戦的な性格が似ており、マルボドゥウスとTudrusの王の家系が代々王として君臨していると記している。この "Tudric" がクァディの王族と見られる。タキトゥスによれば、両者の王権はローマの銀に支えられているという点で似ていたという。
その後350年ほどの間、クァディ族の周囲には西にマルコマンニ、北に古スラブ人がいて、南にローマ帝国があった。東には少し遅れてサルマタイ族とヴァンダル族が住むようになった。

## 2世紀
2世紀後半、マルクス・アウレリウスはマルコマンニ戦争でクァディ族とも戦ったが、これについての文献はカッシウス・ディオの『ローマ史』の要約しかない。166年、ランゴバルド人とウビイ族がドナウ川を渡ってモエシアに侵入したことが発端だった。彼らがドナウ川を渡るにはクァディ族の支配地域を通る必要があり、クァディ族がそれに同意したことは確実とされている。おそらくクァディ族は彼らがローマ帝国内に侵入することを許すことで、自らが争いに巻き込まれることを避けたのだと考えられる。この侵略はローマ側が比較的容易にクァディの支配地域に押し返したが、これがローマ侵略の長い一連の試みの始まりとなった。
その2、3年後、マルコマンニとクァディは他の民族の力も借りてドナウ川を渡り、ローマ軍を圧倒し、平原を進軍してアドリア海に達し、北イタリアのアクイレイアを包囲した。緒戦はローマ側を破ったマルコマンニ同盟軍は171年の戦いで負け、マルクス・アウレリウスはクァディ族を含むドナウ川沿いのいくつかの民族と和平を結んだ。しかし172年、ローマ側はマルコマンニの支配地域に大規模な攻撃をしかけ、さらにマルコマンニを助けていたクァディ族にも攻撃をしかけた。同年の主要な戦いでローマ軍は負け続けたが、突然の暴風雨の力を借りて何とかクァディ族を破ることに成功した。174年、クァディ族は直接的脅威として最終的に排除された。175年、マルクス・アウレリウスはドナウ川対岸への反攻を計画していたが、帝国内で反乱が発生したため中止せざるを得なかった。
反乱を平定したマルクス・アウレリウスだが、ドナウ川を渡ってクァディ族を攻め、ボヘミアへと追いやったのは178年のことだった。179年、パンノニアのポエトヴィオ（現プトゥイ）の地方総督副官マルクス・ウァレンティウス・マクシミアヌスの指揮で現在のトレンチーンのあたりでクァディ族と決戦が行われ、ローマが勝利した。マルクス・アウレリウスは国境をカルパティア山脈とボヘミアの北と東に拡大しようと考えていたが、病気に倒れ、180年に亡くなった。

## 3世紀と4世紀
4世紀、ウァレンティニアヌス1世はライン川の国境から侵入しようとするサルマタイ族、ゴート族、クァディ族の混成軍への対処に多くの時間を費やした。この混成軍の王ガビニウスは、ローマ側との交渉の席でマクシミヌス・ダイアの息子でガリア属州の地方総督だったマルケリヌスに殺害された。375年、ウァレンティニアヌス1世はクァディ族の使者との和平交渉の席で、相手の尊大な態度にあまりに憤慨したため亡くなった（心臓発作または脳卒中とされている）。

## 4世紀以降
400年ごろ以降、ボヘミアでクァディ族などのスエビ族に典型的な火葬墓が見られなくなる。
クァディ、マルコマンニ、ブリ族の一団が409年にピレネー山脈を越えガラエキア（現在のガリシア州およびポルトガル北部）に移住した。そこで彼らはフォエデラティ（ローマの同盟者）となり、ガラエキアのスエビ王国を建国する。410年、王ヘルメリックはローマ皇帝に忠誠を誓い、ガラエキア属州の首都だったブラカラ・アウグスタ（現在のブラガ）をスエビ王国の首都とした。